# Плань (Эн)
Плань (фр. Plagne) — коммуна во Франции, находится в регионе Рона — Альпы. Департамент коммуны — Эн. Входит в состав кантона Бельгард-сюр-Валзерин. Округ коммуны — Нантюа.
Код коммуны — 01298.

## Население
Население коммуны на 2010 год составляло 129 человек.
| 1962 | 1968 | 1975 | 1982 | 1990 | 1999 | 2010 |
| ---- | ---- | ---- | ---- | ---- | ---- | ---- |
| 86   | 74   | 58   | 61   | 73   | 83   | 129  |